# Crossen an der Elster
Crossen an der Elster (1937–1991 Krossen/Elster) ist eine Gemeinde im Nordosten des Saale-Holzland-Kreises in Thüringen und ist Sitz der Verwaltungsgemeinschaft Heideland-Elstertal-Schkölen.

## Geografie
Crossen liegt in der Nähe von Eisenberg an der Mündung der Rauda in die Weiße Elster, unweit der Landesgrenze zu Sachsen-Anhalt.

### Nachbargemeinden
Angrenzende Gemeinden sind Hartmannsdorf, Heideland, Rauda und Silbitz im Saale-Holzland-Kreis sowie Wetterzeube im sachsen-anhaltischen Burgenlandkreis.

### Gemeindegliederung
Zu Crossen gehören die Ortsteile Ahlendorf (Ersterwähnung 1378), Tauchlitz (Ersterwähnung 20. September 1271) und Nickelsdorf (Ersterwähnung 4. April 1109). Diese besitzen jedoch keinen eigenen Ortsteilrat.

## Geschichte

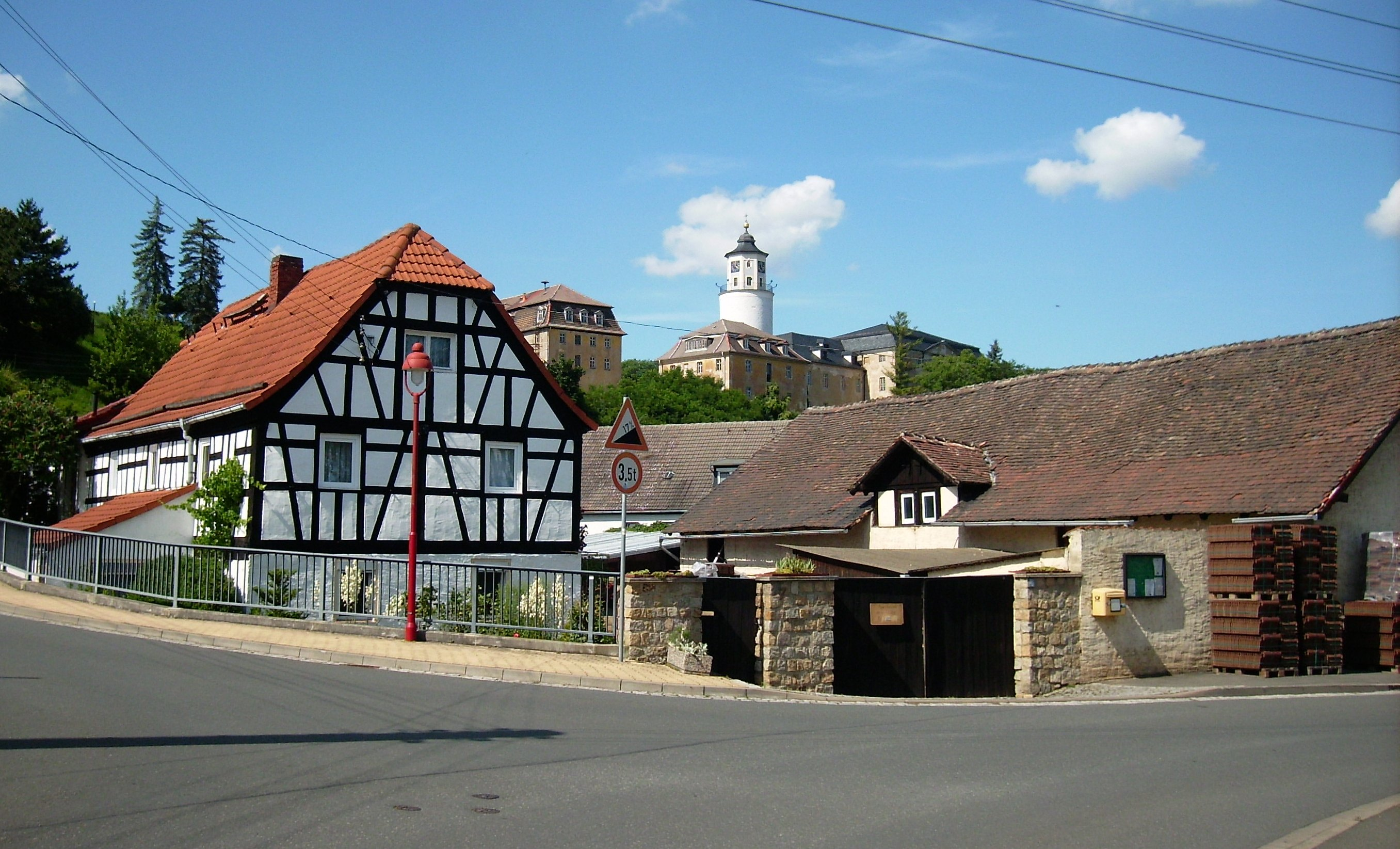
Crossen mit Schloss

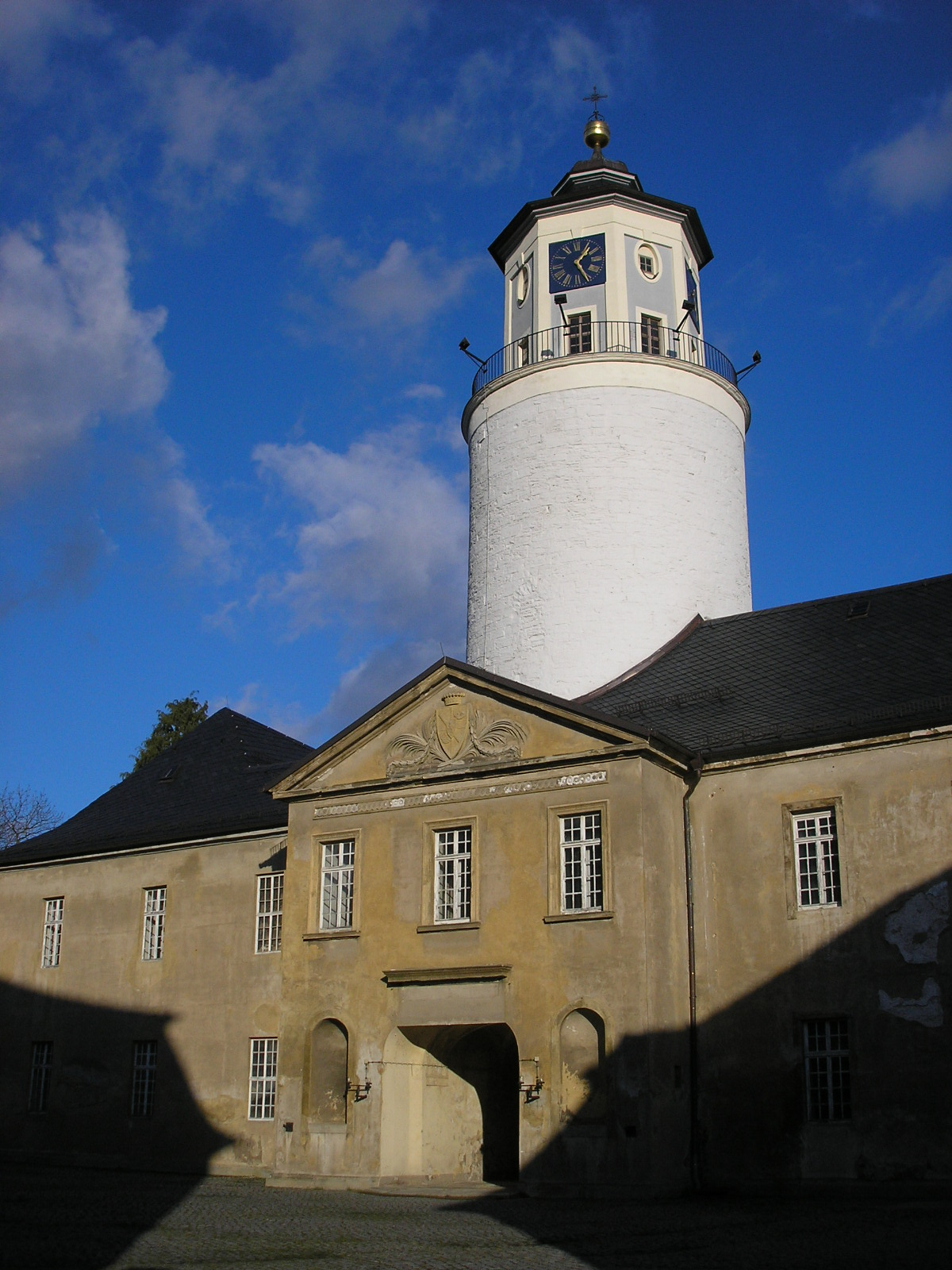
Schloss Crossen mit Bergfried

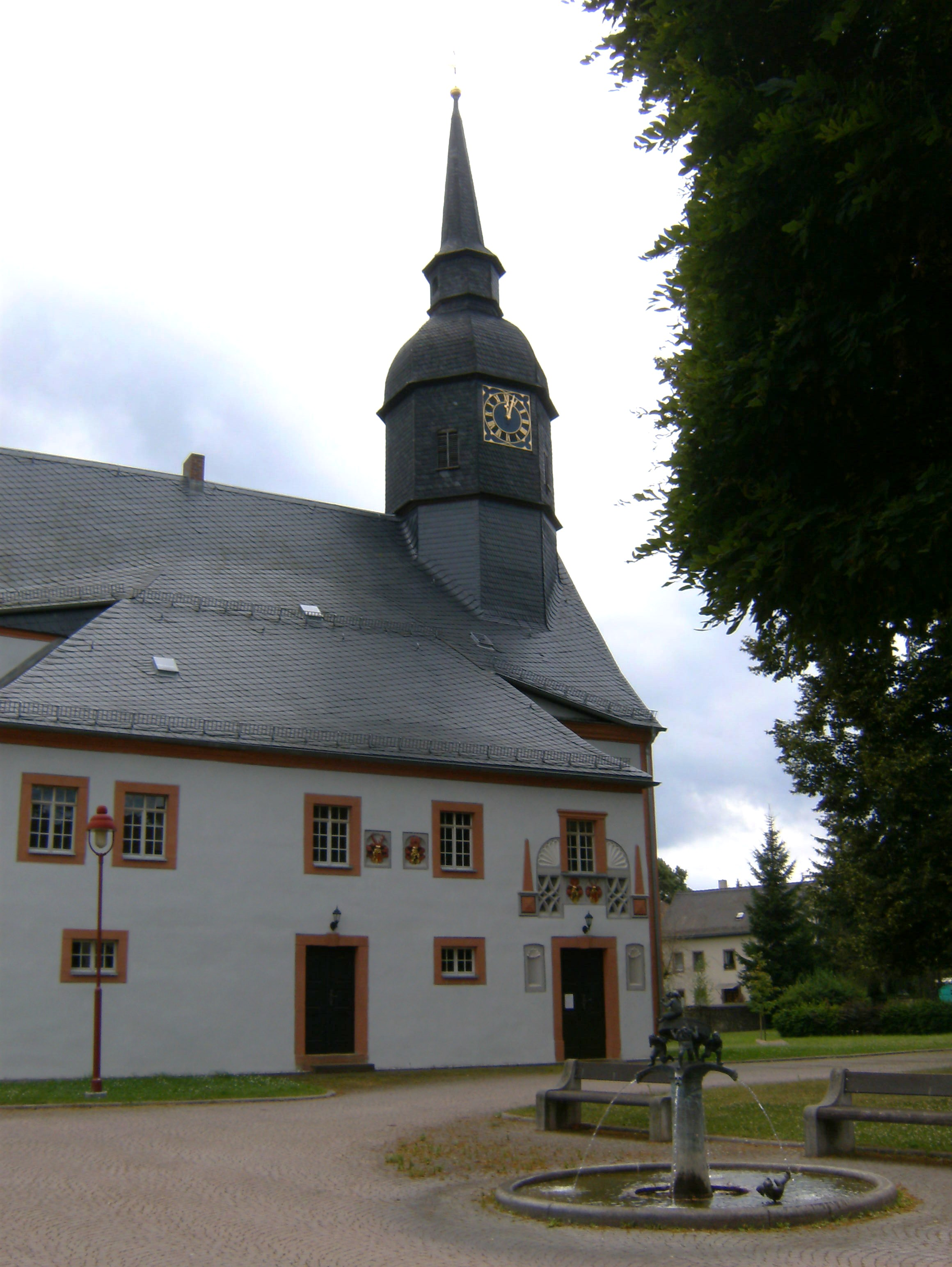
Kirche St. Michaelis

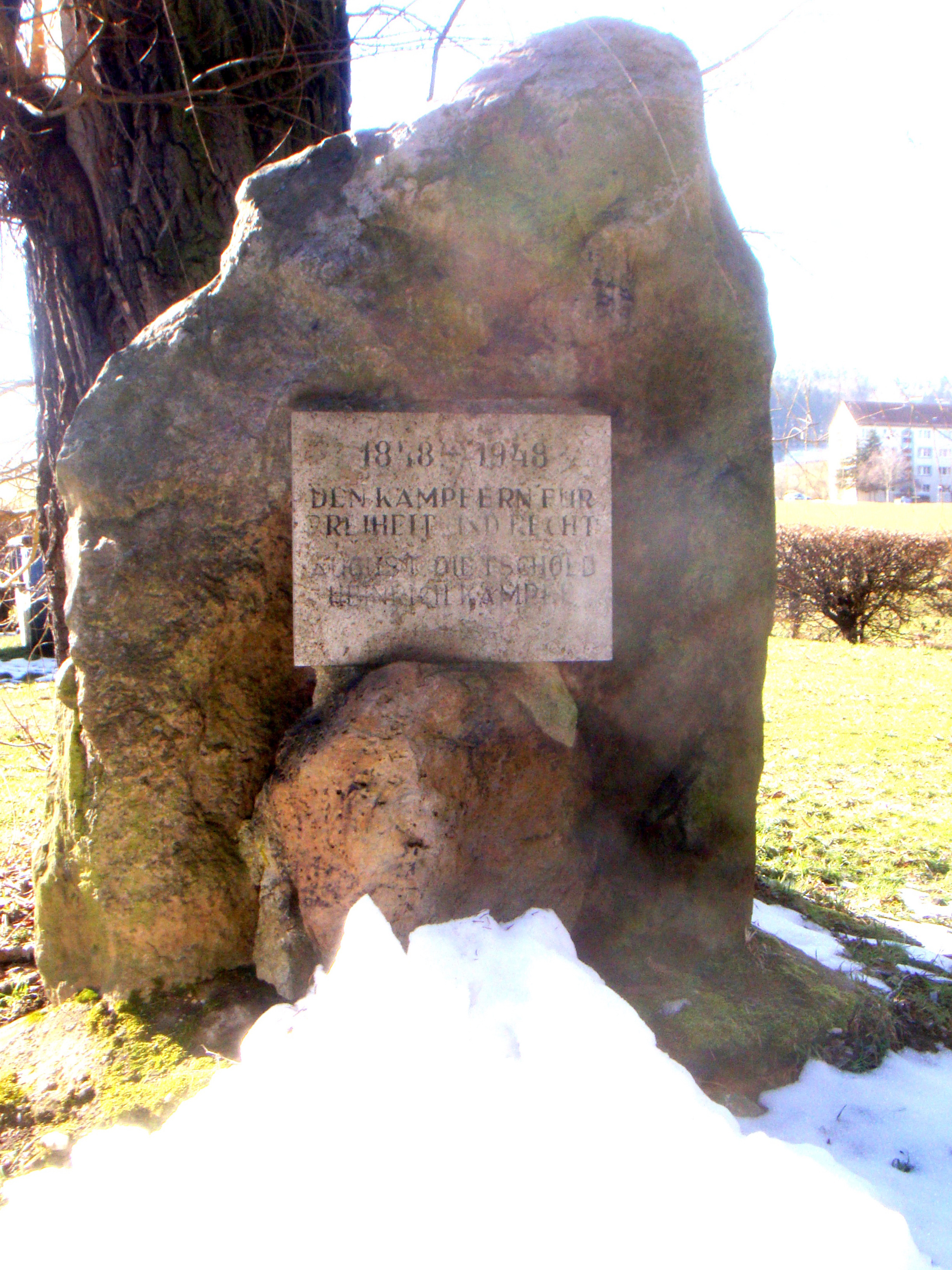
Denkmal auf dem Friedhof für die Revolutionäre von 1848

Am 31. März 995 wurde Crossen erstmals urkundlich erwähnt.
Im Crossener Rittergutswald weisen acht sichtbare Grabhügel auf die jungsteinzeitliche Besiedlung hin. Die Gräber gehörten zu einem Gräberfeld von elf Hügeln.
Die Burg Crossen stand über dem linken Ufer der Weißen Elster nördlich der in die Elster mündenden Rauda. Sie wurde im Auftrag der Bischöfe von Naumburg-Zeitz zum Schutz des Elstertales errichtet. Schon 995 wurde Crossen im Gau Pozowa urkundlich erwähnt. Jetzt steht auf dem Areal das Schloss Crossen, gebaut von den Herren von Wolframsdorf. Der Bergfried und zwei künstliche Befestigungsgräben sind noch Zeugen der Vorgängeranlage.
Bis 1792 gehörte Crossen zum kursächsischen Amt Haynsburg. Bis 1952 gehörte Crossen zum Landkreis Zeitz, zuletzt im Land Sachsen-Anhalt, dann zum Kreis Eisenberg.
In der Gemarkung des Ortsteils Nickelsdorf nennt man den Westvorsprung des Mühlbergs „Nickelsburg“. Diese „Burg“ gehört zu den beeindruckendsten frühmittelalterlichen Anlagen. Sie hat noch drei Wälle, die den Sporn nach Nordosten abriegeln; der den Hang sichernde Wall ist auch noch gut erhalten.
1935/36 fand man bei Ausgrabungen früh- und hochmittelalterliche Funde sowie jungsteinzeitliche Keramik und Feuersteinartefakte. Es gibt noch einen Wall, der zur Jungsteinzeit gehörend eingeordnet wird.
Am 1. Januar 1991 wurde der Name der Gemeinde von Krossen/Elster offiziell in Crossen an der Elster geändert. 

### Eingemeindungen
Am 1. Juli 1950 wurden die bis dahin eigenständigen Gemeinden Nickelsdorf und Tauchlitz eingegliedert.
Am 25. März 1994 wurde Ahlendorf eingemeindet.

### Einwohnerentwicklung
| - 1970: 2770 - 1994: 2222 - 1995: 2204 - 1996: 2176 - 1997: 2219 - 1998: 2167 | - 1999: 2150 - 2000: 2077 - 2001: 2049 - 2002: 2007 - 2003: 1957 - 2004: 1941 | - 2005: 1923 - 2006: 1892 - 2007: 1851 - 2008: 1828 - 2009: 1810 - 2010: 1753 | - 2011: 1723 - 2012: 1710 - 2013: 1685 - 2014: 1623 - 2015: 1581 - 2016: 1564 | - 2017: 1528 - 2018: 1510 - 2019: 1515 - 2020: 1545 - 2021: 1541 - 2022: 1607 |

 Datenquelle: Thüringer Landesamt für Statistik: Stand: jeweils 31. Dezember

## Religion
Im damals zum Bistum Naumburg gehörenden Crossen wurden die Bevölkerung und die Michaeliskirche im 16. Jahrhundert durch die Reformation evangelisch-lutherisch.
Die Kirchengemeinde Crossen gehört mit ihrer Michaeliskirche heute zum Kirchenkreis Eisenberg der Evangelischen Kirche in Mitteldeutschland.
Im Zuge der Flucht und Vertreibung Deutscher aus Mittel- und Osteuropa 1945–1950 war die Zahl der Katholiken in Krossen erheblich angestiegen, sie wurden zunächst von der Pfarrei Zeitz und ihrer Kuratie Droyßig seelsorglich betreut. Am 6. Dezember 1961 wurde der Neupriester Hubert Bazant zum Kuratus von Krossen ernannt, womit in Krossen die katholische Kuratie St. Norbert begründet wurde, die zum Erzbischöflichen Kommissariat Magdeburg gehörte. Am 2. Januar 1962 trat Bazant sein Amt in Krossen an, ab 1962 wurden in Krossen auch katholische Kirchenbücher geführt. Mit der Gründung des Bistums Magdeburg 1994 wurde Crossen entsprechend den neuen Bundeslandgrenzen an das Bistum Dresden-Meißen abgetreten. Heute gehören katholische Einwohner von Crossen zur Pfarrei St. Elisabeth Gera im Dekanat Gera. Die nächstliegende katholische Kirche ist die Mariä-Verkündigung-Kirche im rund sechs Kilometer entfernten Eisenberg.

## Politik

### Gemeinderat
Die Wahl zum Gemeinderat am 26. Mai 2019 führte zu folgendem Ergebnis (mit Vergleich zum Ergebnis von 2014):
| Partei / Liste                    | Stimmenanteil | +/− %p | 0Sitze0 | 0+/−0 |
| Die Linke                         | 20,5 %        | − 11,8 | 3       | − 1   |
| AfD                               | 18,6 %        | + 5,0  | 2       | + 1   |
| Crossener Wählervereinigung (CWV) | 28,3 %        | + 28,3 | 3       | + 3   |
| Bürgerinitiative Holzland e.V.    | 12,2 %        | + 12,2 | 2       | + 2   |
| Freiwillige Feuerwehr             | 11,2 %        | + 5,4  | 1       | ± 0   |
| Bürger für Crossen                | 09,2 %        | + 9,2  | 1       | + 1   |
| CDU                               | –             | –      | − 32,0  | − 4   |
| FDP                               | –             | –      | − 16,4  | − 2   |
| Gesamt                            | 100 %         | 12     |         |       |

### Bürgermeister
Der ehrenamtliche Bürgermeister Uwe Berndt (Die Linke) wurde 2014 gewählt. Er setzte sich in der Stichwahl am 8. Juni 2014 mit 70,5 % der Stimmen gegen seine Mitbewerberin Heidelinde Laube von der CDU durch. Bei der erneuten Wahl am 27. September 2020 wurde er mit 71,7 % der gültigen Stimmen wiedergewählt. Die Wahlbeteiligung lag bei 66,1 %.

## Kultur und Sehenswürdigkeiten
Hauptsehenswürdigkeit des Ortes ist das barocke Schloss Crossen, das aber derzeit nicht für die Öffentlichkeit zugänglich ist.
Weiterhin ist die sanierte Kirche St. Michaelis, die 1320 das erste Mal erwähnt wurde, prägend für das Ortsbild.

### Geschichtsdenkmale
Auf dem Friedhof steht vor einer alten Linde ein Denkmal, das an Revolutionäre von 1848 erinnert, es wurde im Jahr 1948 errichtet.
Neben der Schule befindet sich in einer kleinen Parkanlage das in DDR-Zeiten errichtete Denkmal für die Opfer des Faschismus. Es erinnert an die Widerstandskämpfer der Gemeinde, darunter den im KZ Bergen-Belsen ermordeten Kommunisten Willy Graumüller, an den der Name eines Wohngebietes erinnerte, das seit 1990 Teisker-Siedlung heißt. Im November 2016 wurde zudem ein Stolperstein für Willy Graumüller verlegt.

## Verkehr
Der Ort besitzt einen Haltepunkt (Crossen Ort) und einen Bahnhof (Crossen an der Elster). Beide liegen an der Bahnstrecke Leipzig–Probstzella und werden dort zweistündlich von den Linien RE 12 und RB 22 der Erfurter Bahn (Leipzig - Gera - Saalfeld) bedient, wobei beide zusammen einen Stundentakt bilden. Der Bahnhof Crossen an der Elster wird dabei nur von der Linie RB 22 im Zweistundentakt als Bedarfshalt bedient, während der Haltepunkt Crossen Ort jederzeit im Stundentakt bedient wird. Eine Bahnverbindung nach Eisenberg existierte bis 1998.

## Wirtschaft
In Crossen betreibt die Nürnberger Gerstacker Weinkellerei Likörfabrik GmbH, der Weltmarktführer bei der Produktion von Glühwein, eine Produktionsstätte.

## Persönlichkeiten
- Peter Theodoricus (1580–1640), Rechtswissenschaftler
- Karl von Flemming (1783–1866), Rittergutsbesitzer und Beamter in sächsischen und preußischen Diensten
- Elisabeth von Heyking (1861–1925), Schriftstellerin und Malerin (lebte ab 1908 auf Schloss Crossen)
- Felix Günther (1877–1955), Historiker und Museumsdirektor
- Wieland Rose (1959–2007), Bürgermeister von Crossen